# Barbella amoena
Barbella amoena är en bladmossart som beskrevs av Fleischer och Brotherus 1906. Barbella amoena ingår i släktet Barbella och familjen Meteoriaceae. Inga underarter finns listade i Catalogue of Life.